# Pensa
Pensa Custom Guitars es una compañía estadounidense que manufactura guitarras eléctricas y bajos de forma artesanal. La casa central de la compañía está en Nueva York. Fue fundada por el luthier argentino Rudy Pensa. Pensa es conocido por la gran calidad de sus guitarras, situadas entre las más caras del mercado (de 3.000 USD en adelante). Pensa saltó a la fama por su uso por Mark Knopfler, exlíder del grupo de rock británico Dire Straits y por el cantante y guitarrista de rock de argentina Luis Alberto Spinetta.

## Historia
En 1978, Rudy Pensa abrió el almacén Rudy's Music Stop, en el que también trabajaba Jack Sonni (futuro guitarrista rítmico de Dire Straits). Rudy conoció a Mark Knopfler en 1980, en pleno ascenso a la fama del grupo Dire Straits, del que Mark era dirigente. En 1982, Rudy desarrolló, junto con su colaborador John Suhr, la guitarra "R Custom". Posteriormente, en 1985, y en colaboración con Mark Knopfler, Pensa desarrolló el modelo personalizado MK.
En los 90, Luis Alberto Spinetta le mandó unos planos diseñados por el mismo y Rudy Pensa le creó su mítica Stratocaster roja, la LAS 0749

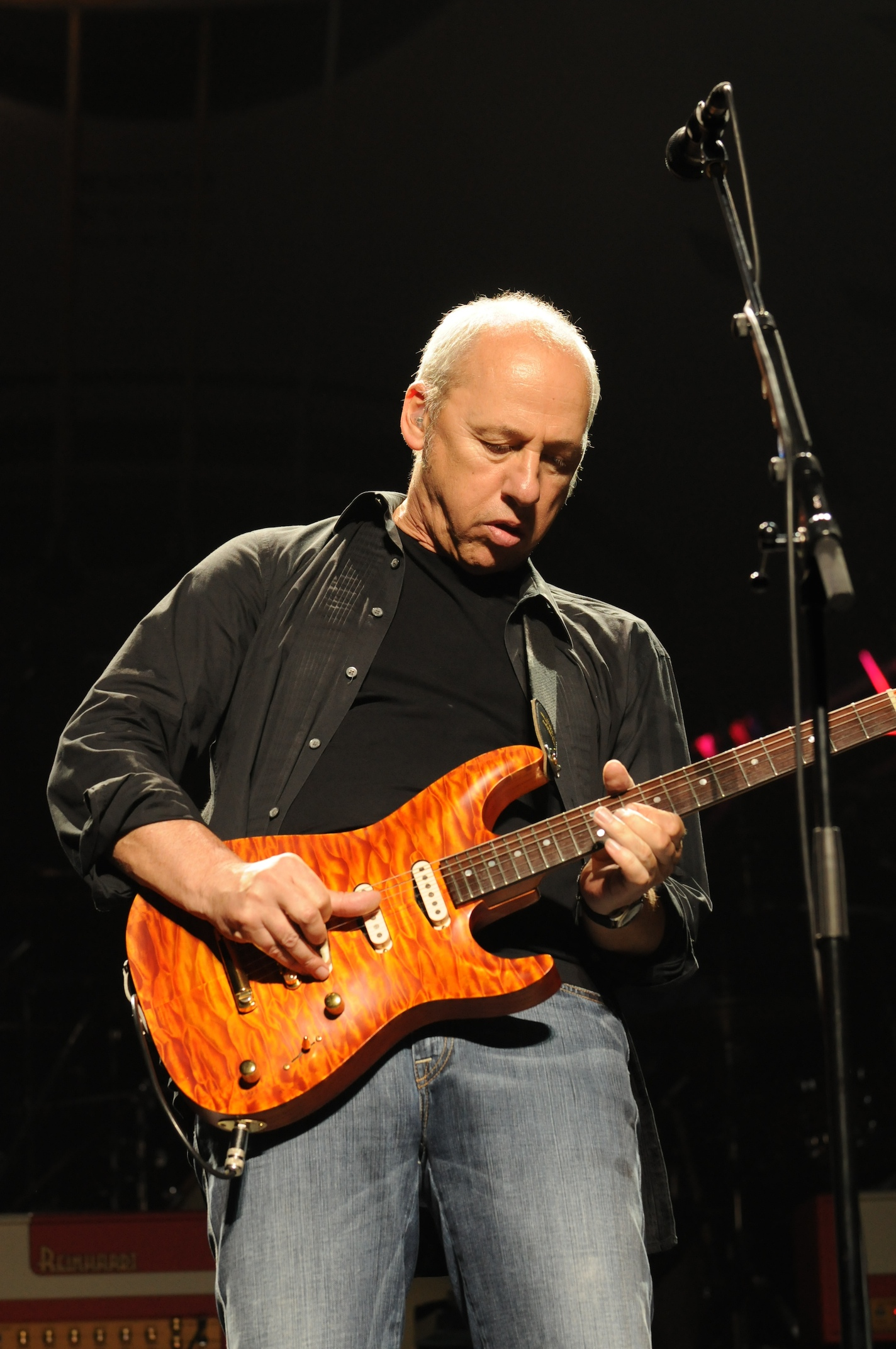
Mark Knopfler tocando su Pensa MK-2 personalizado de gira en el NAC de Ottawa

## Productos
- MK1
- MK2
- MK80
- 4-String Bass
- 5-String Bass
- LAS 0749

## Artistas que emplean Pensa
- Julio Moura
- Mark Knopfler
- Victor Bailey
- Marcelo Del Paggio
- Guillermo Vadalá
- Nerina Nicotra
- Lou Reed
- Christian McBride
- Pat Thrall
- Chuck Loeb
- Reb Beach
- Lenny Kravitz
- Gustavo Cerati
- Luis Alberto Spinetta
- Antonio Ramos "Maca"
- Lonnie Hillyer
- Alejandro Marcovich
- Vernon Reid

- Datos: Q3228654
- Multimedia: Pensa Custom Guitars / Q3228654